# Axel Ljunggren
Axel Herman Georg Ljunggren, född den 5 juni 1844 i Sjogerstads socken, Skaraborgs län, död den 25 januari 1906 i Jönköping, var en svensk jurist.
Ljunggren blev student vid Uppsala universitet 1862 och avlade examen till rättegångsverken 1870. Han blev vice häradshövding 1872. Ljunggren var häradshövding i Västra härads domsaga från 1884 till sin död. Han var kommunalman. Ljunggren blev riddare av Vasaorden 1892 och av Nordstjärneorden 1894.